# Imposta

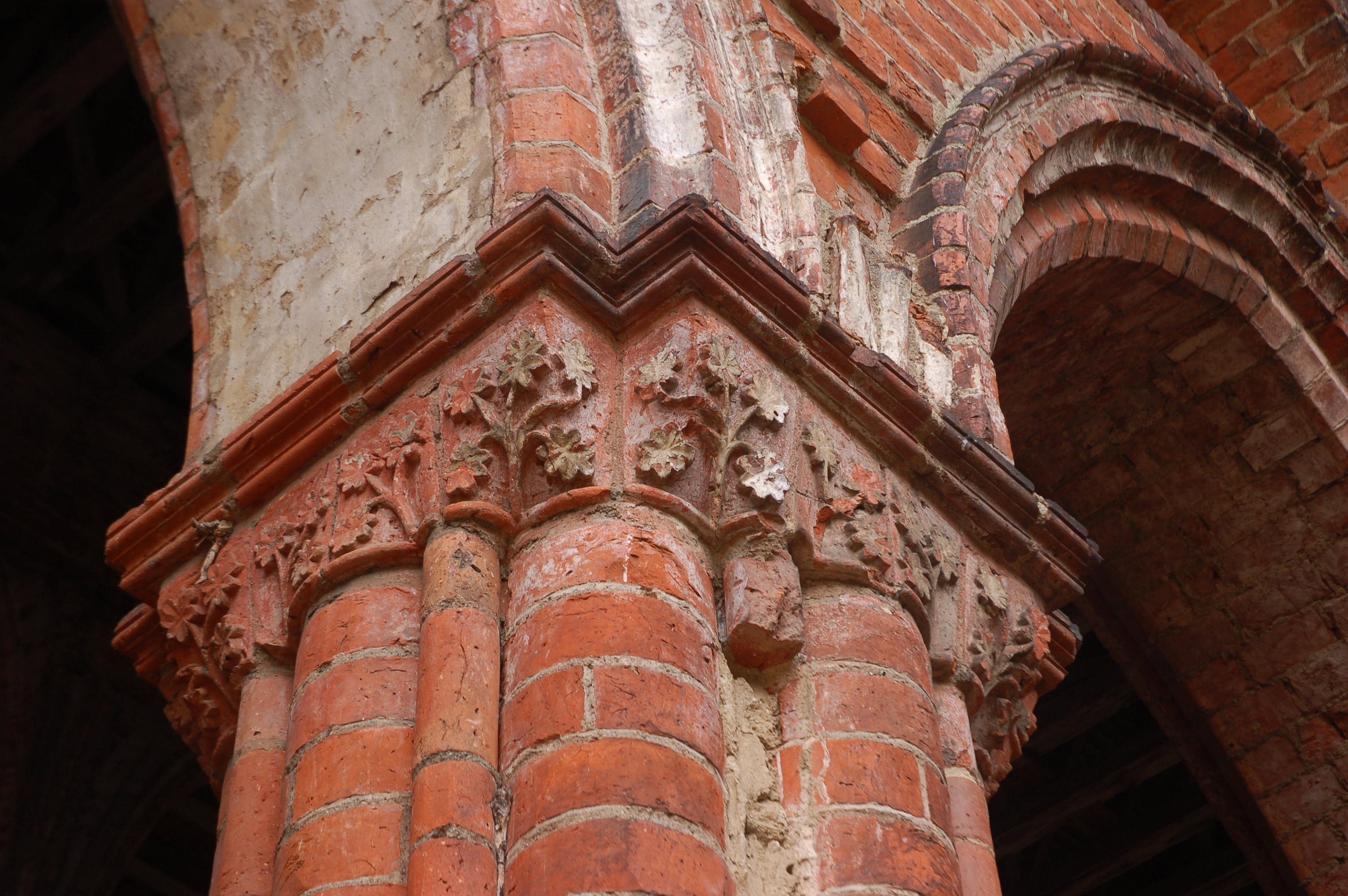
Estribo de un arco en forma de sillar que hace de imposta.

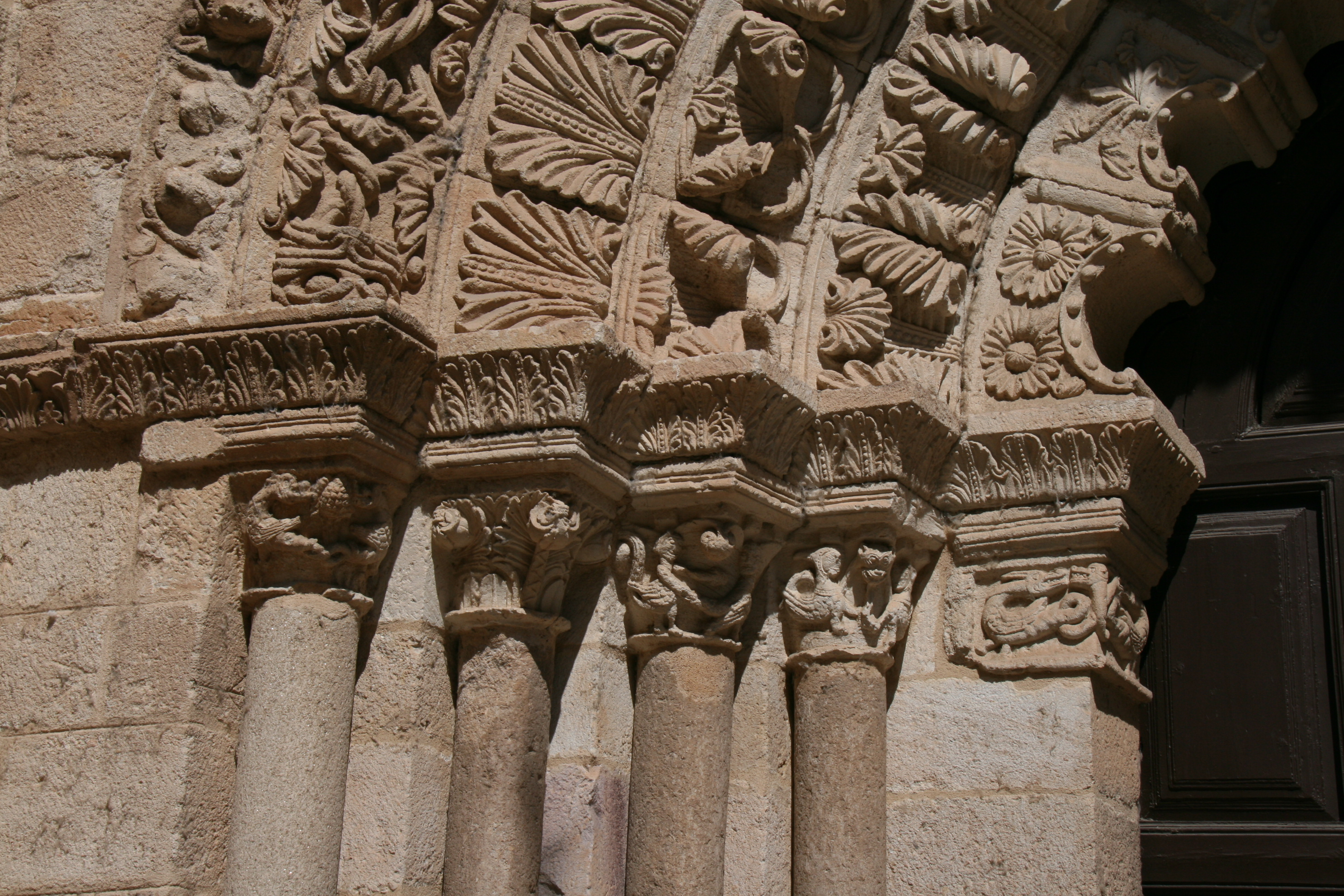
Impostas en una portada románica.

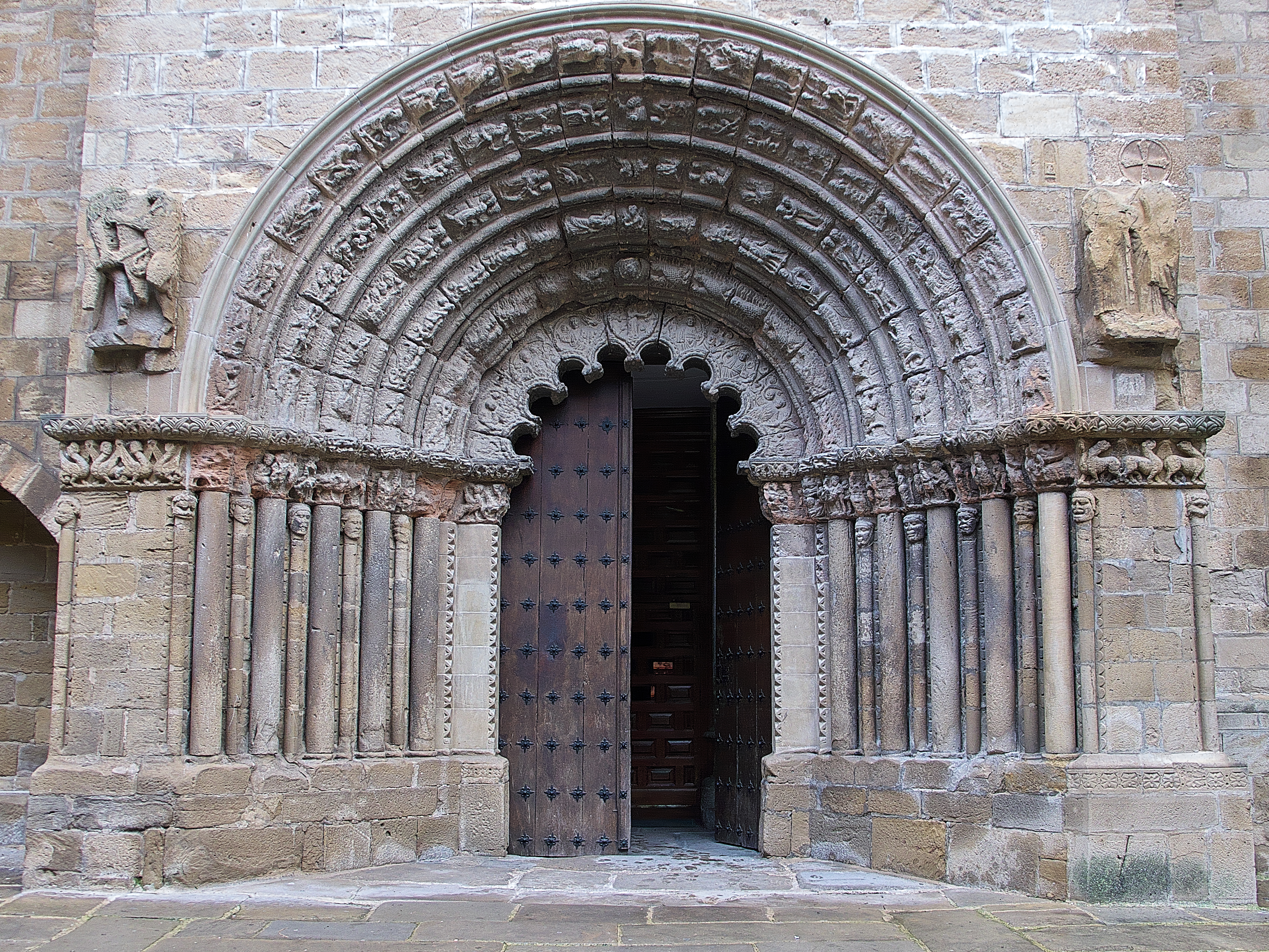
Imposta que recorre la portada principal de la iglesia de Santiago (Puente la Reina).

En arquitectura, se denomina genéricamente como imposta, palabra proveniente del latín imposta, a un saledizo que separa a los diferentes pisos de un edificio. Por regla general es un aparejo de sillares algo voladizo, a veces con moldura, sobre el cual va estribado un arco o una bóveda. 
La imposta marca la línea divisoria entre un elemento arquitectónico que sustenta (columna, pilar o muro) y otro sustentado curvo (que puede ser un arco o bóveda). Es por esta última razón por la que a veces se denomina como línea de imposta (líneas molduradas horizontales).

## Características

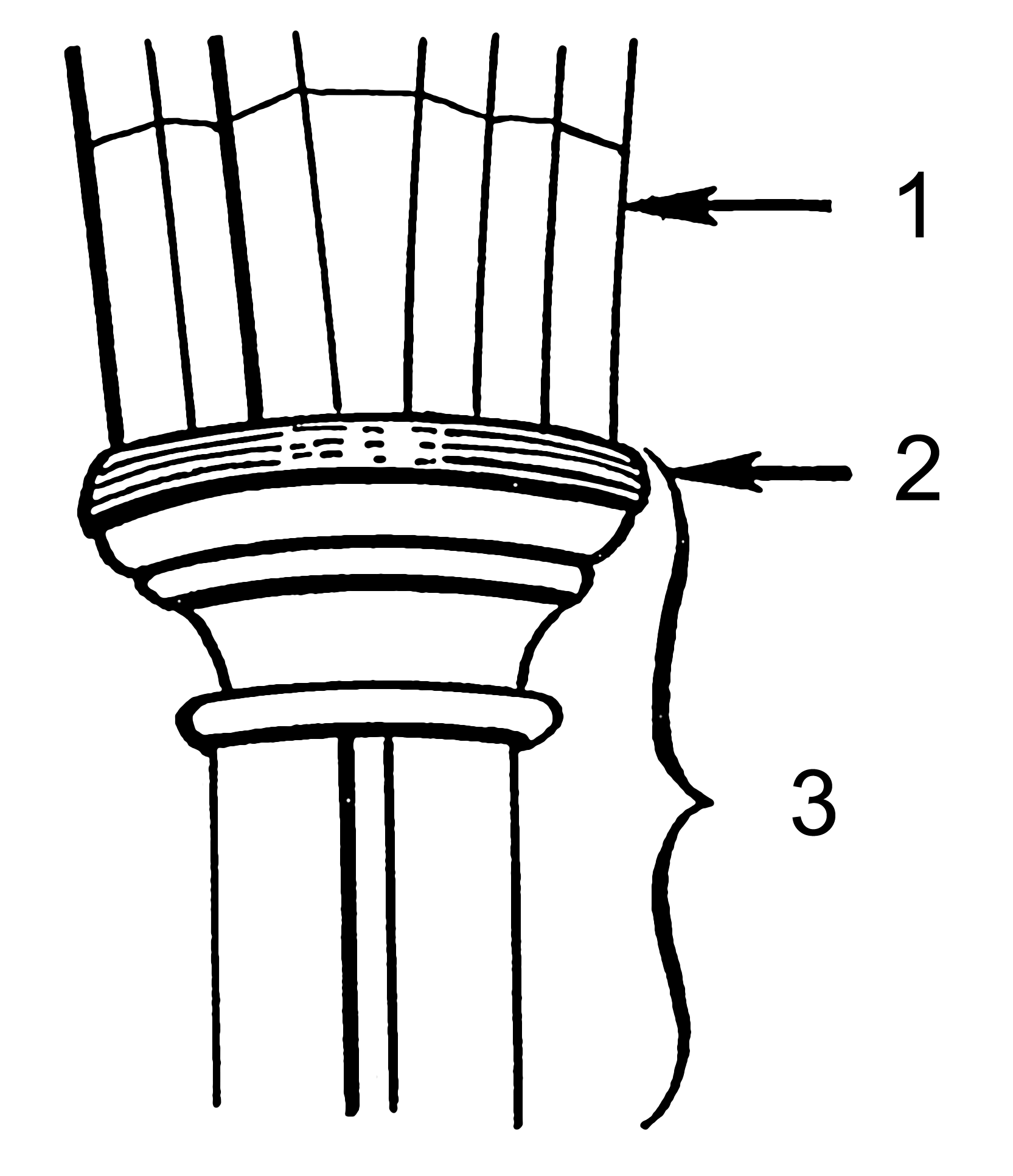
1. Arco / 2. Imposta / 3. Columna.

En el caso de los arcos, la imposta es la parte decorativa que enlaza al elemento sustentador vertical con la curva del arco. Ubicado a la altura del salmer. El salmer cumple las funciones de soporte y recibe la carga. La imposta es ornamento desde el que suele arrancar el arco. La imposta, por sí misma, no es capaz de sustentar las estructuras de cubrición.
Existe la imposta corrida de toro, o corón, o cincho, que es la faja saliente en el paramento exterior de un edificio que indica la división de los pisos. También llamamos imposta al saliente prismático a modo de capitel rudimentario que se coloca sobre un machón o pilastra. Aparece frecuentemente en el diseño exterior de los ábsides. En arquitectura clásica, la imposta es a la jamba, lo que el capitel es a la columna. Es por esta razón por la que a menudo se denomina a la imposta «capitel de las jambas».